# Porta Salaria

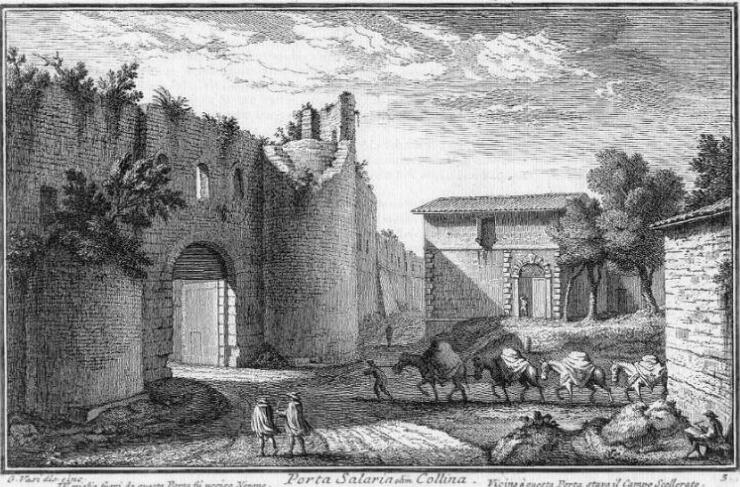
Porta Salaria in einer Darstellung des 18. Jahrhunderts

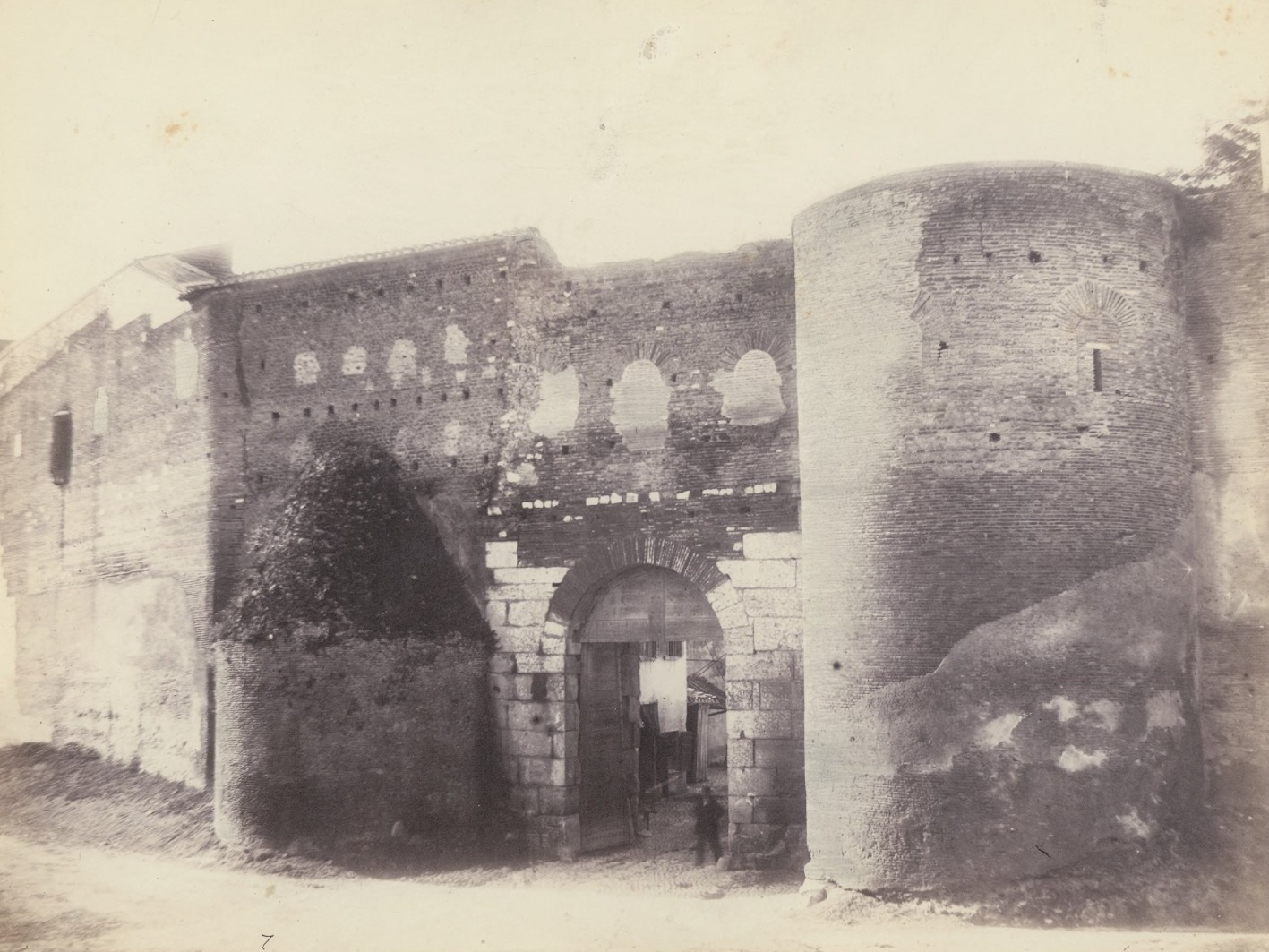
Porta Salaria auf einer Fotografie kurz vor der Zerstörung 1871

Die Porta Salaria war Teil der Aurelianischen Mauer in Rom, die zwischen 271 und 275 n. Chr. erbaut wurde. Durch das Tor verlief die Via Salaria nova, die außerhalb der Stadt in die Via Salaria vetus überging. Die Horti Sallustiani lagen direkt bei dem Tor auf der Stadtseite.
Das Tor hatte nur einen Durchgang und wurde von zwei halbrunden Türmen flankiert. Über dem östlichen Turm öffneten sich, den Zeichnungen nach zu urteilen, ursprünglich Fenster in der Stadtmauer. Wahrscheinlich stammt nur der westliche Turm aus der aurelianischen Bauzeit des Tores, während der östliche Turm später angebaut wurde und die einstigen Fenster in der Mauer überflüssig machte. Zumindest ist die Anlage mit nur einem Turm für die aurelianische Zeit typischer. Der Durchmesser des westlichen Turms betrug 7,60 Meter gegenüber 9,20 Meter des östlichen Turms. Über dem Torbogen selbst befanden sich drei große, mit Bögen abgeschlossene Fensteröffnungen. Ausgeführt war all dies in opus caementitium, dem römischen Beton, verkleidet mit Ziegelmauerwerk. Wohl unter Honorius wurden die Türme um ein Geschoss erhöht, vermutlich der östliche ergänzt und die Wandflächen des Tors zwischen den Türmen im unteren Bereich mit Travertin verkleidet. Auch die Fensteröffnungen oberhalb des Durchgangs ließ man wohl erst in dieser Zeit durchbrechen. Noch in antiker Zeit muss ein großer Teil des Bogenscheitels heruntergefallen sein und wurde durch Ziegelmauerwerk in opus mixtum ersetzt.
Durch die Porta Salaria drangen im Jahr 410 die Goten unter Alarich in die Stadt und plünderten sie. In der Nähe des Tores belagerte im Jahr 537 der Gote Witigis die Truppen Belisars und die porta Salaria ist ein von Prokop oft genannter Ort dieses Kapitels römisch-gotischer Auseinandersetzungen.
Im Gegensatz zu den meisten anderen Stadttoren der Aurelianischen Mauer erhielt die porta Salaria im Mittelalter keinen christlichen Namen. Bei der Eroberung des Kirchenstaats durch italienische Truppen im Jahr 1870 wurde das Tor durch das Bombardement am 20. September so schwer getroffen, dass es abgerissen und 1873 durch einen Neubau von Virginio Vespignani ersetzt wurde. Dieser Bau musste schließlich im Jahr 1921 einer Straßenerweiterung weichen, so dass von dem Tor, das sich auf der heutigen Piazza Fiume befand, keinerlei Reste erhalten sind. Bekannt ist es lediglich durch Beschreibungen, Zeichnungen und frühe Fotografien.
Im Rahmen der Abrissarbeiten 1871 wurde der Bereich des Tores archäologisch untersucht. Hierbei wurden unter dem östlichen Turm das Grabmal des Quintus Sulpicius Maximus, eines elfjährigen Teilnehmers am Wettkampf im Stegreifdichten während des dritten agon Capitolinus im Jahr 94 n. Chr., und ein würfelförmiges Grab sullanischer Zeit aus Tuffblöcken, die mit Pilastern und Sockelgesims aus weißem Kalkstein verziert waren, gefunden. Unter dem westlichen Turm legte man die Reste eines frühaugusteischen Rundgrabes einer Cornelia, Tochter des Lucius Scipio, Gemahlin des Vatienus, Cornelia L. Scipionis f. Vatieni, frei. Die Reste dieses Grabes, ein Bukranienfries, die Inschrift und ein Löwentorso, sind heute an der Aurelianischen Mauer in der Nähe des Fundortes angebracht. Beide Gräber befanden sich ursprünglich an der Via Salaria und wurden für den Bau des Tores wiederverwendet.